# Tour of Qatar 2011
Il Tour of Qatar 2011, decima edizione della corsa, si svolse dal 6 al 11 febbraio su un percorso di 713 km ripartiti in 5 tappe più un cronoprologo. Fu vinto dall'australiano Mark Renshaw della HTC-Highroad davanti al suo connazionale Heinrich Haussler e all'italiano Daniele Bennati.

## Tappe
| Tappa  | Data        | Percorso                            | km    | Vincitore di tappa | Leader cl. generale |
| ------ | ----------- | ----------------------------------- | ----- | ------------------ | ------------------- |
| Prol.  | 6 febbraio  | Cultural Village > Cultural Village | 2     | Lars Boom          | Lars Boom           |
| 1ª     | 7 febbraio  | Dukhan > Al Khor Corniche           | 145,5 | Tom Boonen         | Tom Boonen          |
| 2ª     | 8 febbraio  | Camel Race Track > Doha             | 135,5 | Heinrich Haussler  | Tom Boonen          |
| 3ª     | 9 febbraio  | Al Wakra > Mesaieed                 | 150,5 | Heinrich Haussler  | Heinrich Haussler   |
| 4ª     | 10 febbraio | West Bay Lagoon > Al Kharaitiyat    | 153,5 | Mark Renshaw       | Mark Renshaw        |
| 5ª     | 11 febbraio | Sealine Beach Resort > Doha         | 126,5 | Andrea Guardini    | Mark Renshaw        |
| Totale | Totale      | Totale                              | 713   |                    |                     |

## Dettagli delle tappe

### Prologo
- 6 febbraio: Cultural Village > Cultural Village – 2 km

| Pos. | Corridore         | Squadra      | Tempo |
| ---- | ----------------- | ------------ | ----- |
| 1    | Lars Boom         | Rabobank     | 3'07" |
| 2    | Fabian Cancellara | Team Leopard | a 4"  |
| 3    | Tom Veelers       | Skil-Shimano | a 5"  |

| Pos. | Corridore         | Squadra      | Tempo |
| ---- | ----------------- | ------------ | ----- |
| 1    | Lars Boom         | Rabobank     | 3'07" |
| 2    | Fabian Cancellara | Team Leopard | a 4"  |
| 3    | Tom Veelers       | Skil-Shimano | a 5"  |

### 1ª tappa
- 7 febbraio: Dukhan > Al Khor Corniche – 145,5 km

| Pos. | Corridore         | Squadra    | Tempo    |
| ---- | ----------------- | ---------- | -------- |
| 1    | Tom Boonen        | Quick Step | 2h59'29" |
| 2    | Heinrich Haussler | Garmin     | s.t.     |
| 3    | Mark Renshaw      | HTC        | s.t.     |

| Pos. | Corridore         | Squadra      | Tempo    |
| ---- | ----------------- | ------------ | -------- |
| 1    | Tom Boonen        | Quick Step   | 3h02'32" |
| 2    | Mark Renshaw      | HTC          | a 4"     |
| 3    | Fabian Cancellara | Team Leopard | a 8"     |

### 2ª tappa
- 8 febbraio: Camel Race Track > Doha – 135,5 km

| Pos. | Corridore         | Squadra      | Tempo    |
| ---- | ----------------- | ------------ | -------- |
| 1    | Heinrich Haussler | Garmin       | 3h04'03" |
| 2    | Daniele Bennati   | Team Leopard | s.t.     |
| 3    | Denis Galimzjanov | Katusha Team | s.t.     |

| Pos. | Corridore         | Squadra    | Tempo    |
| ---- | ----------------- | ---------- | -------- |
| 1    | Tom Boonen        | Quick Step | 6h06'35" |
| 2    | Heinrich Haussler | Garmin     | s.t.     |
| 3    | Mark Renshaw      | HTC        | s.t.     |

### 3ª tappa
- 9 febbraio: Al Wakra > Mesaieed – 150,5 km

| Pos. | Corridore         | Squadra      | Tempo    |
| ---- | ----------------- | ------------ | -------- |
| 1    | Heinrich Haussler | Garmin       | 3h28'04" |
| 2    | Mark Renshaw      | HTC          | s.t.     |
| 3    | Daniele Bennati   | Team Leopard | s.t.     |

| Pos. | Corridore         | Squadra      | Tempo    |
| ---- | ----------------- | ------------ | -------- |
| 1    | Heinrich Haussler | Garmin       | 9h34'30" |
| 2    | Mark Renshaw      | HTC          | a 5"     |
| 3    | Daniele Bennati   | Team Leopard | a 15"    |

### 4ª tappa
- 10 febbraio: West Bay Lagoon > Al Kharaitiyat – 153,5 km

| Pos. | Corridore       | Squadra      | Tempo    |
| ---- | --------------- | ------------ | -------- |
| 1    | Mark Renshaw    | HTC          | 3h12'36" |
| 2    | Daniele Bennati | Team Leopard | s.t.     |
| 3    | Tom Boonen      | Quick Step   | s.t.     |

| Pos. | Corridore         | Squadra         | Tempo     |
| ---- | ----------------- | --------------- | --------- |
| 1    | Mark Renshaw      | HTC             | 12h47'00" |
| 2    | Heinrich Haussler | Garmin          | a 6"      |
| 3    | Alessandro Ballan | BMC Racing Team | a 15"     |

### 5ª tappa
- 11 febbraio: Sealine Beach Resort > Doha – 126,5 km

| Pos. | Corridore         | Squadra      | Tempo    |
| ---- | ----------------- | ------------ | -------- |
| 1    | Andrea Guardini   | Farnese Vini | 2h44'06" |
| 2    | Francesco Chicchi | Quick Step   | s.t.     |
| 3    | Theo Bos          | Rabobank     | s.t.     |

| Pos. | Corridore         | Squadra      | Tempo     |
| ---- | ----------------- | ------------ | --------- |
| 1    | Mark Renshaw      | HTC          | 15h31'04" |
| 2    | Heinrich Haussler | Garmin       | a 8"      |
| 3    | Daniele Bennati   | Team Leopard | a 17"     |

## Classifiche finali

### Classifica generale
| Pos. | Corridore           | Squadra           | Tempo     |
| ---- | ------------------- | ----------------- | --------- |
| 1    | Mark Renshaw        | HTC-Highroad      | 15h31'04" |
| 2    | Heinrich Haussler   | Garmin-Cervélo    | a 8"      |
| 3    | Daniele Bennati     | Team Leopard-Trek | a 17"     |
| 4    | Juan Antonio Flecha | Sky Procycling    | a 26"     |
| 5    | Roger Hammond       | Garmin-Cervélo    | a 38"     |
| 6    | Jeremy Hunt         | Sky Procycling    | a 39"     |
| 7    | Gabriel Rasch       | Garmin-Cervélo    | a 42"     |
| 8    | Bernhard Eisel      | HTC-Highroad      | a 1'05"   |
| 9    | Marcus Burghardt    | BMC Racing Team   | a 1'33"   |
| 10   | Gert Steegmans      | Quick Step        | a 1'35"   |